# Warwinkel in de war
 Warwinkel in de war  is een verhaal uit de Belgische stripreeks Piet Pienter en Bert Bibber van Pom.
Het verhaal verscheen voor het eerst in Gazet Van Antwerpen van 31 juli 1974 tot 30 november 1974 en als nummer 30 in de reeks bij De Vlijt.

## Personages
- Piet Pienter
- Bert Bibber
- Susan
- Hilarius Warwinkel
- Professor Kumulus
- Madam Klakson
- Castor & Pollux

## Albumversies
Warwinkel in de war verscheen in 1974 als album 30 bij uitgeverij De Vlijt. In 1998 gaf uitgeverij De Standaard het album opnieuw uit.